# Obchodní podíl
Obchodní podíl představuje účast společníka v obchodní společnosti a z ní plynoucí práva a povinnosti. Každý společník může mít pouze 1 podíl v téže obchodní korporaci; to neplatí pro účast v kapitálové společnosti a podíl komanditisty. Při navýšení vkladu se společníkovi výše jeho podílu zvyšuje, stejně tak se může i snížit.
Jestliže obchodní zákoník nebo zakladatelský dokument společnosti nestanoví jinak, lze podíl smlouvou převádět na jiného, je předmětem dědictví a oceňuje se mírou účasti společníka na čistém obchodním majetku společnosti, jež připadá na jeho podíl. Při odchodu ze společnosti má dosavadní společník právo na vypořádací podíl, pokud se společnost ruší s likvidací, vzniká právo na podíl na likvidačním zůstatku.
Podíl má kvalitativní a kvantitativní stránku. Kvalitativní stránka podílu je dána souhrnem práv a povinností plynoucích z účasti společníka ve společnosti (zahrnuje např. míru, v níž je možné s podílem disponovat). Kvantitativní stránka podílu zahrnuje: 
- výši (velikost) podílu, která určuje rozsah, v němž společník vykonává svoje práva a je povinen plnit svoje povinnosti společníka (např. hlasovací právo),
- hodnotu podílu, která se mění podle výsledků hospodaření společnosti a je závislá na rozsahu práv a povinností společníka na hodnotě čistého obchodního majetku společnosti.